# Comité Olímpico Angolano
O Comité Olímpico Angolano é um membro do Comité Olímpico Internacional e como Comité Olímpico Nacional organiza os eventos de carácter olímpico em Angola e fiscaliza e organiza os desportos que terão representação do país em jogos olímpicos. Durante a participação de Angola nos Jogos Olímpicos de Verão, até os Jogos Olímpicos de 2008, não houve ganho de medalhas.
O COA foi criado em 1979 e já no ano seguinte o país participou dos Jogos Olímpicos de Verão de 1980 em Moscovo. É membro da Associação dos Comités Olímpicos de Língua Oficial Portuguesa.

## Federações
Lista das federações de desportos olímpicos filiadas ao COA.
- Federação Angolana de Andebol
- Federação Angolana de Atletismo
- Federação Angolana de Basquetebol
- Federação Angolana de Boxe
- Federação Angolana de Ciclismo
- Federação Angolana de Desportos Náuticos
- Federação Angolana de Futebol
- Federação Angolana de Ginástica
- Federação Angolana de Judo
- Federação Angolana de Lutas
- Federação Angolana de Natação
- Federação Angolana de Patinagem
- Federação Angolana de Taekwondo
- Federação Angolana de Ténis
- Federação Angolana de Ténis de Mesa
- Federação Angolana de Tiro
- Federação Angolana de Voleibol